# Nolan Schaefer
Nolan Kelly Schaefer (* 15. Januar 1980 in Yellow Grass, Saskatchewan) ist ein ehemaliger schweizerisch-kanadischer Eishockeytorwart, der unter anderem auf sieben Einsätze in der National Hockey League für die San Jose Sharks kam. Sein älterer Bruder Peter war ebenfalls professioneller Eishockeyspieler.

## Karriere
Nolan Schaefer, der Deutschschweizer Vorfahren hat, begann seine Karriere in Juniorenligen in seiner Heimatprovinz Saskatchewan, ehe er 1999 aufs Providence College im US-Bundesstaat Rhode Island ging. Dort spielte er für deren Eishockeyteam. Nach seiner ersten Saison in Providence wurde er im NHL Entry Draft 2000 von den San Jose Sharks in der fünften Runde an Position 166 ausgewählt. Er blieb noch drei weitere Jahre auf dem College.
Ab der Saison 2003/04 spielte er für die Farmteams der Sharks, den Fresno Falcons in der ECHL und den Cleveland Barons in der American Hockey League. In Cleveland bildete er bis zum Sommer 2006, als das Team umgesiedelt wurde, mit dem Deutschen Dimitri Pätzold das Torhütergespann. Viel Erfolg hatte Schaefer allerdings nicht mit dem Team. In seinem ersten Jahr schaffte er es noch in die Playoffs, doch in den beiden Jahren darauf konnten sie sich nicht qualifizieren.
In der Saison 2005/06 litten die San Jose Sharks zu Beginn besonders unter ihrem Verletzungspech bei den Torhütern. Erst verletzte sich Stammtorhüter Jewgeni Nabokow und nur wenige Spiele später Ersatztorhüter Vesa Toskala. Schaefer wurde direkt nach der Verletzung von Nabokow in den NHL-Kader berufen und kam zu seinem ersten Einsatz, als er für den verletzten Toskala eingewechselt wurde. Schaefer nahm den Posten als Stammtorhüter ein, sein Teamkamerad aus Cleveland, Dimitri Pätzold, die Rolle des Back-up-Goalies.
Fünfmal durfte Schaefer hintereinander von Beginn an spielen und überzeugte auf ganzer Linie. Nur eine Niederlage musste er hinnehmen und hatte sein bestes Spiel bei einem 1:0-Shutout-Sieg in der Verlängerung gegen die Mighty Ducks of Anaheim. Nachdem Nabokow und Toskala wieder einsatzbereit waren, wurde Schaefer wieder in die AHL geschickt, kehrte aber noch mehrmals in der Saison nach San Jose zurück. Insgesamt kam er in der Saison auf sieben Einsätze in der NHL und erreichte einen Gegentorschnitt von 1,88.
Im Sommer 2006 siedelten die Cleveland Barons nach Worcester um und wurden die Worcester Sharks. Mit Dimitri Pätzold und Thomas Greiss bildete Schaefer über weite Teile der Saison das Torhütertrio. Da Pätzold und Greiss das Management aufgrund ihrer Leistungen aber so überzeugten, wurde Schaefer Ende Januar zu den Hershey Bears geschickt, um mehr Spielpraxis zu sammeln. Er blieb trotz des Wechsels Eigentum des Franchise der San Jose Sharks und saß in mehreren Spielen für die San Jose Sharks als Back-up-Goalie auf der Bank als Vesa Toskala verletzt ausfiel. Kurz vor dem Ende der Transferperiode am 27. Februar 2007 wurde er für einen Siebtrunden-Draftpick zu den Pittsburgh Penguins transferiert, die ihn gleich zu ihrem Farmteam, den Wilkes-Barre/Scranton Penguins in die AHL schickten. Dort konnte er zwar durch gute Leistungen überzeugen, doch die Pittsburgh Penguins verlängerten seinen auslaufenden Vertrag nicht.
Nolan Schaefer unterschrieb deshalb im Sommer 2007 einen Vertrag bei den Minnesota Wild, konnte sich aber nicht im NHL-Kader durchsetzen und absolvierte die Saison beim Farmteam der Wild, den Houston Aeros, aus der AHL. Dort spielte er zusammen mit Barry Brust und gemeinsam gewann das Torhüterduo den Harry „Hap“ Holmes Memorial Award für die wenigsten Gegentore.
In der Saison 2009/10 ging Schafer für den HK ZSKA Moskau in der Kontinentalen Hockey-Liga aufs Eis, kehrte im Juli 2010 jedoch nach Nordamerika zurück und wurde von den Boston Bruins verpflichtet. Am 21. September 2011 unterschrieb Schaefer einen Kontrakt für die Saison 2011/12 beim HC Ambrì-Piotta aus der National League A mit Option auf zwei weitere Jahre. Schließlich verweilte Schaefer bis 2014 bei den Leventinern, ehe er zum Ligakonkurrenten SC Bern wechselte. Mit den Stadtbernern holte er sich 2015 den Schweizer Cup. Nach der Saison 2014/15 gab Schaefer seinen Rücktritt bekannt.
Bei den Cleveland Barons hält Schaefer die Franchise-Rekorde für die meisten Shutouts (7), die meisten gewonnenen Spiele (43) sowie den geringsten Gegentorschnitt während einer Saison (2,34) und die meisten gehaltenen Schüsse während einer Saison (92,5 %).

## Erfolge und Auszeichnungen
| - 1998 SJHL All-Rookie Team - 2001 NCAA East Second All-American Team - 2001 Hockey East Second All-Star Team | - 2008 AHL All-Star Classic - 2008 Harry „Hap“ Holmes Memorial Award (gemeinsam mit Barry Brust) - 2015 Schweizer Cupsieger mit dem SC Bern |

## Karrierestatistik
(Legende zur Torhüterstatistik: GP oder Sp = Spiele insgesamt; W oder S = Siege; L oder N = Niederlagen; T oder U oder OT = Unentschieden oder Overtime- bzw. Shootout-Niederlage; Min. = Minuten; SOG oder SaT = Schüsse aufs Tor; GA oder GT = Gegentore; SO = Shutouts; GAA oder GTS = Gegentorschnitt; Sv% oder SVS% = Fangquote; EN = Empty Net Goal; 1 Play-downs/Relegation; Kursiv: Statistik nicht vollständig)